# Isopolia strigidisca
Isopolia strigidisca är en fjärilsart som beskrevs av Moore 1881. Isopolia strigidisca ingår i släktet Isopolia och familjen nattflyn. Inga underarter finns listade i Catalogue of Life.